# Olympiastadion (Berlin)
 For alternative betydninger, se Olympiastadion. (Se også artikler, som begynder med Olympiastadion)
Olympiastadion er et stadion i Berlin, Tyskland.
Olympiastadion blev opført 1934-1936 efter tegninger fra arkitekten Werner March med det formål at været det olympiske stadion ved  Sommer-OL 1936. Det er beliggende i bydelen Charlottenburg-Wilmersdorf i det tidligere Vestberlin. Til dagligt spiller fodboldklubben Hertha BSC Berlin på Olympiastadion.
Fra august 2000 og frem til juni 2004 blev der gennemført en modernisering af bygningen, der gav plads til lidt over 74.000 siddende gæster. Efter renoveringen har Olympiastadion været anvendt ved  bl.a.  VM i fodbold 2006 og ved finalen ved Champions League i 2015. 